# Honorowa Odznaka PTTK
Honorowa Odznaka PTTK – odznaczenie Polskiego Towarzystwa Turystyczno-Krajoznawczego za aktywną działalności w kadrze PTTK. Przyznawane jest członkom zwyczajnym oraz jednostkom organizacyjnym PTTK.

## Historia
Odznaczenie ustanowiono w 1956. Wchodzi w skład Systemu wyróżnień i odznaczeń członków i jednostek organizacyjnych Polskiego Towarzystwa Turystyczno-Krajoznawczego, zatwierdzonego uchwałą Zarządu Głównego PTTK nr 350/XVII/2012 z 29 września 2012.
Przyznawane jest przez Zarząd Główny PTTK na wniosek władz kół i klubów PTTK (za pośrednictwem zarządu oddziału), zarządu oddziału, jednostki regionalnej, władz naczelnych PTTK oraz komisji, rad i zespołów Zarządu Głównego PTTK.
Do 2012 odznaczenie przyznawane było w dwóch stopniach:
- srebrnym – za 8 lat aktywnej działalności w kadrze PTTK ze szczególnym uwzględnieniem ostatniego okresu działania, w tym 5 lat od otrzymania Dyplomu ZG PTTK,
- złotym – za 10 lat aktywnej działalności w kadrze PTTK ze szczególnym uwzględnieniem ostatniego okresu działania, w tym 5 lat od otrzymania Srebrnej Honorowej Odznaki PTTK[2].

## Stopnie
Od 2012 odznaczenie przyznawane jest w trzech stopniach:
- brązowym – za 5 lat aktywnej działalności w kadrze PTTK ze szczególnym uwzględnieniem ostatniego okresu działania, w tym 5 lat od otrzymania Dyplomu PTTK,
- srebrnym – za 8 lat aktywnej działalności w kadrze PTTK ze szczególnym uwzględnieniem ostatniego okresu działania, w tym 5 lat od otrzymania Brązowej Honorowej Odznaki PTTK,
- złotym – za 10 lat aktywnej działalności w kadrze PTTK ze szczególnym uwzględnieniem ostatniego okresu działania, w tym 5 lat od otrzymania Srebrnej Honorowej Odznaki PTTK.

## Opis
Odznaczenie ma kształt znaku organizacyjnego PTTK –  formę tarczy kompasu z zaznaczonymi 16 kierunkami na okręgu (z przerwami na cztery oznaczenia literowe: N, E, S, W), w którego wewnętrzne koło wpisane są: granice Polski z zielonym wypełnieniem i zaznaczonym biegiem Wisły, biało-czerwona strzałka kompasu (złożona z czterech trójkątów prostokątnych i wychylona w kierunku pomiędzy NNE a NE) oraz biegnący przez środek napis PTTK. Odznaczenie jest wykonane z metalu w kolorze odpowiednio brązowym, srebrnym i złotym, który w części pokryty jest emalią. Do znaku dodane są liście laurowe w jego lewej części – ułożone po okręgu, które częściowo zasłaniają elementy znaku PTTK. Pierwotnie liście laurowe i napis PTTK były nakładane na odznaczenie, obecnie są z tego samego metalu. Wraz z odznaczeniem wręczana jest legitymacja.